# Aphelenchoididae
Aphelenchoididae es una familia de nematodos del orden Aphelenchida.

## Lista de géneros
Subfamilia Anomyctinae
- Género Anomyctus

Subfamilia Aphelenchoidinae
- Género Aphelenchoides
- Género Laimaphelenchus
- Género Megadorus
- Género Punchaulus
- Género Ruehmaphelenchus
- Género Schistonchus
- Género Sheraphelenchus
- Género Tylaphelenchus

Incertae sedis:
- Género Pseudaphelenchus
- Género Ptychaphelenchus